# Francisco Esteban Gómez
Francisco Esteban Gómez, né à Santa Ana del Norte, le 26 décembre 1783 et mort à La Asunción le 6 août 1853, est un militaire, combattant patriote au cours de la guerre d'indépendance du Venezuela.